# Giải trừ vũ khí

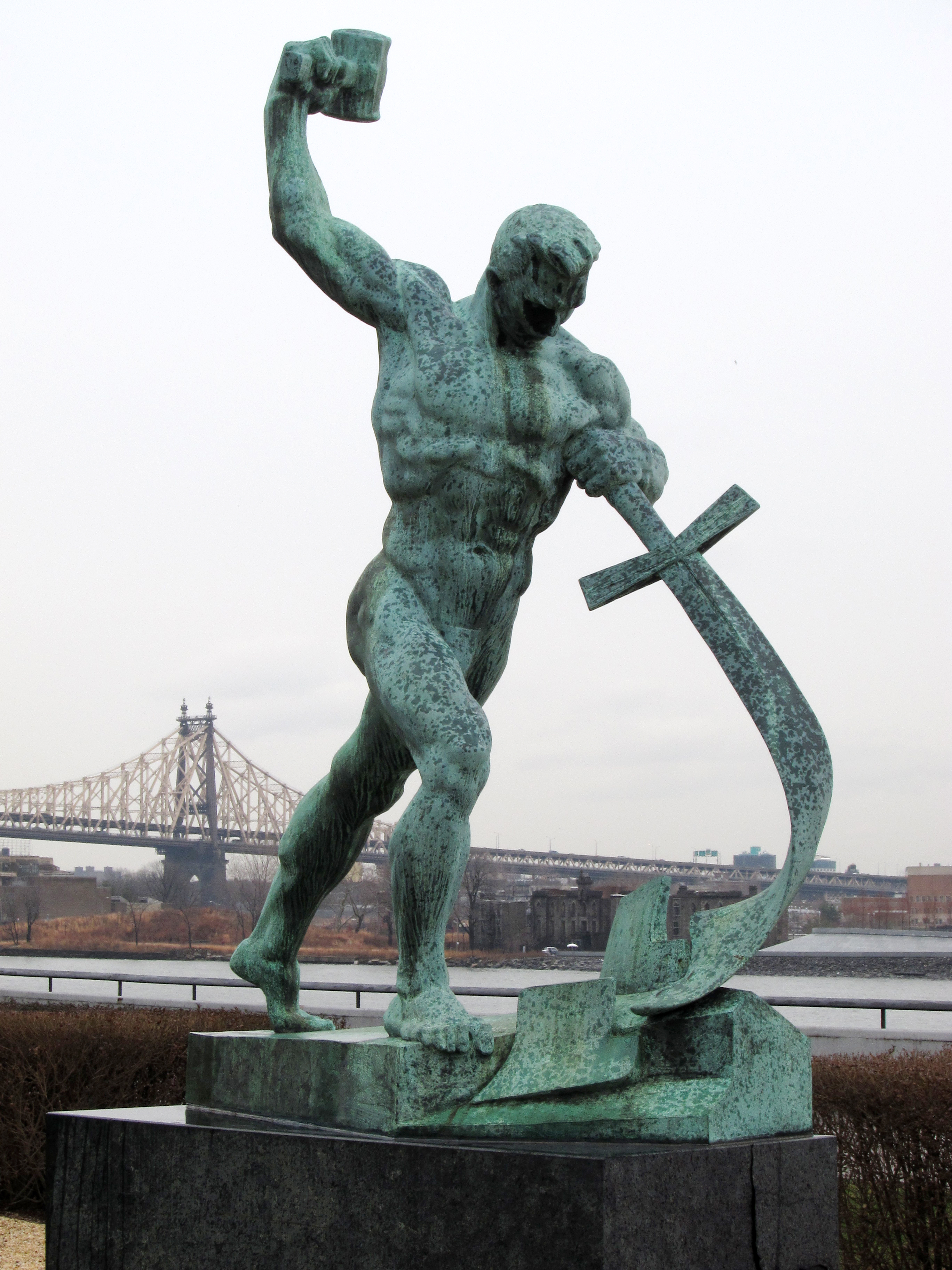
Hãy cùng chúng tôi đánh gươm thành lưỡi cày trong vườn Liên Hợp Quốc (1957)

Giải trừ vũ khí hay giải trừ quân bị là hành động giảm thiểu, hạn chế hoặc bãi bỏ vũ khí. Giải trừ vũ khí thường đề cập đến quân đội hoặc loại vũ khí cụ thể của một quốc gia. Giải trừ vũ khí thường được coi là loại bỏ hoàn toàn vũ khí hủy diệt hàng loạt, như vũ khí hạt nhân. Giải trừ vũ khí chung và toàn diện được Đại hội đồng Liên Hợp Quốc định nghĩa là loại bỏ tất cả vũ khí hủy diệt hàng loạt, kết hợp với việc giảm cân bằng lực lượng vũ trang và vũ khí thông thường, dựa trên nguyên tắc an ninh không suy giảm của các bên nhằm thúc đẩy hoặc tăng cường ổn định ở cấp độ quân sự thấp hơn, có tính đến nhu cầu của tất cả các quốc gia để có thể bảo vệ an ninh của chính họ.

## Lịch sử
Tại Hội nghị Hòa bình Hague năm 1899 và 1907, các phái đoàn chính phủ đã tranh luận về việc giải trừ quân bị và thành lập một tòa án quốc tế với các quyền lực ràng buộc. Tòa án được coi là cần thiết bởi vì người ta hiểu rằng các quốc gia không thể giải trừ vũ khí thành không còn gì. Sau Thế chiến I, sự phản đối vì các chi phí khủng khiếp của cuộc chiến đã lan rộng. Một niềm tin thường thấy là nguyên nhân của cuộc chiến là sự tích tụ vũ khí leo thang trong nửa thế kỷ trước giữa các cường quốc (xem thêm Cuộc chạy đua vũ trang của hải quân Anh-Đức). Mặc dù Hiệp ước Versailles đã giải giáp nước Đức một cách hiệu quả, một điều khoản đã được đưa vào nhằm kêu gọi tất cả các cường quốc cũng phải giải giáp dần dần trong một khoảng thời gian. Liên minh các quốc gia mới được thành lập đã biến điều này thành một mục tiêu rõ ràng trong giao ước của liên minh, cam kết các bên ký kết giảm vũ khí 'xuống điểm thấp nhất phù hợp với an toàn quốc gia và thực thi bằng hành động chung của nghĩa vụ quốc tế'.

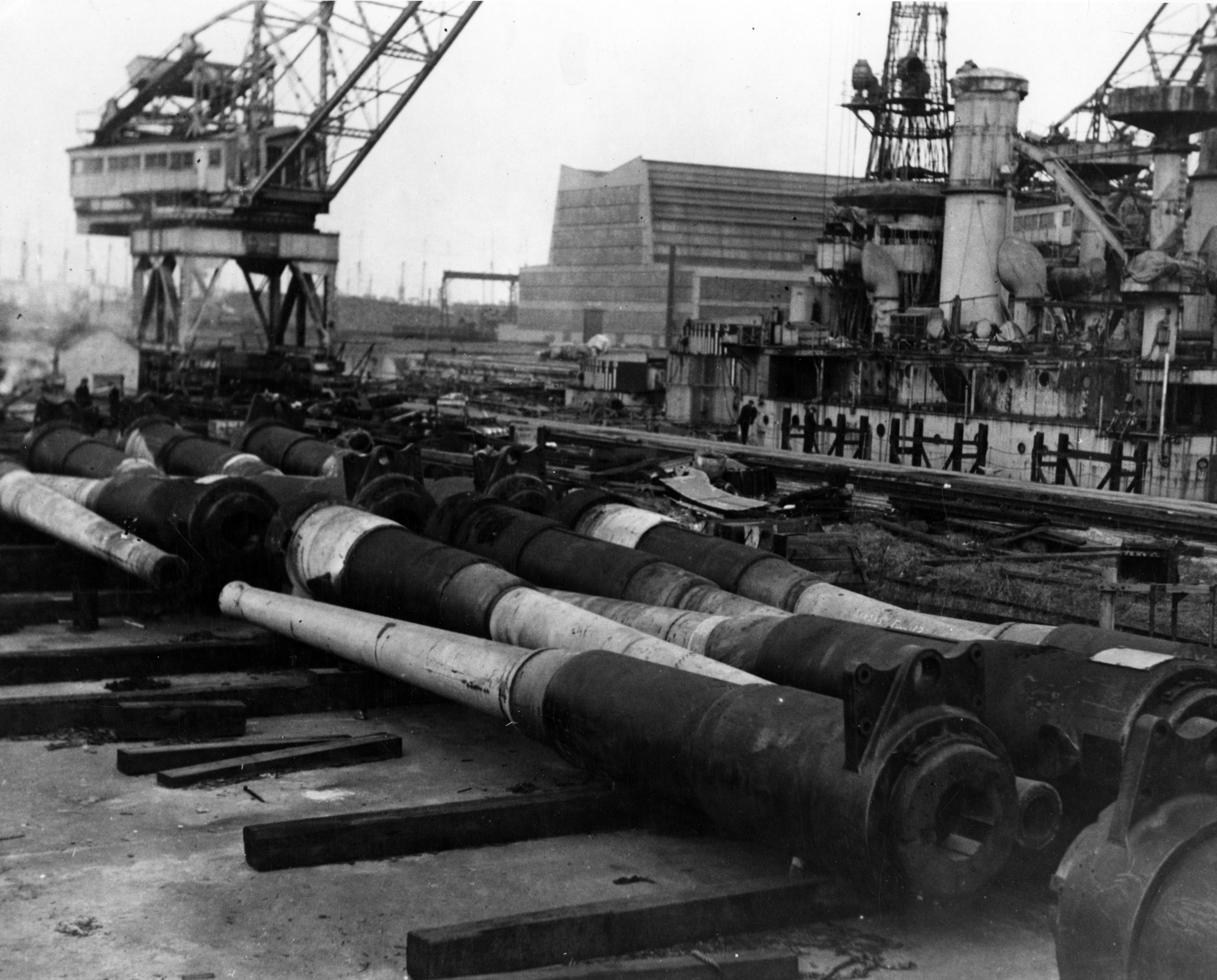
Chiến hạm được tháo dỡ để lấy phế liệu ở Sân hải quân Philadelphia, sau khi Hiệp ước Hải quân Washington áp đặt giới hạn đối với các tàu chiến chủ lực

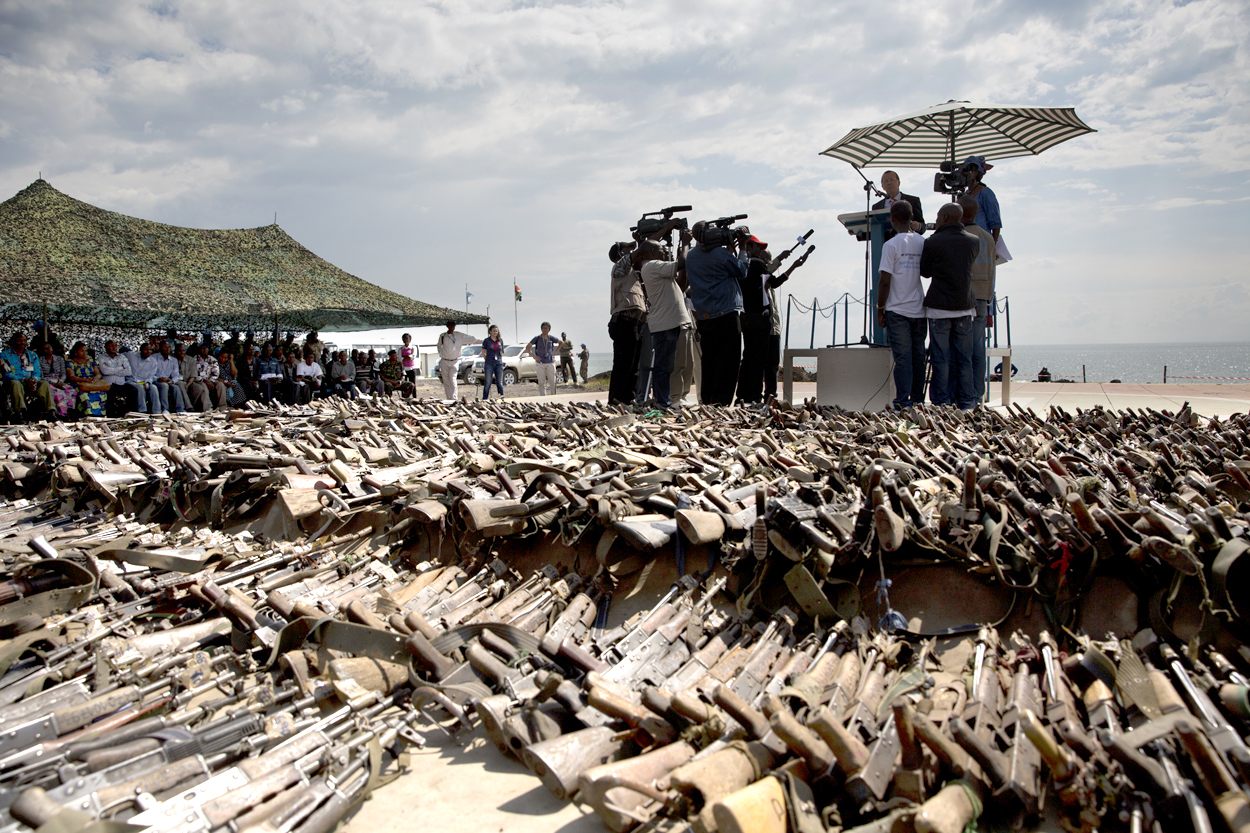
Martin Kobler phát biểu trước những người tham dự tại một buổi lễ giải trừ quân bị ở Goma, Cộng hòa Dân chủ Congo

Một trong những thành tựu sớm nhất trong việc giải trừ vũ khí đã đạt được với Hiệp ước Hải quân Washington. Được ký bởi chính phủ của Vương quốc Anh, Hoa Kỳ, Nhật Bản, Pháp và Ý, nó đã ngăn cản việc tiếp tục đóng tàu lớn và các tàu hạn chế phân loại khác với lượng giãn nước dưới 10.000 tấn. Quy mô của hải quân ba nước (Hải quân Hoàng gia, Hải quân Hoa Kỳ và Hải quân Đế quốc Nhật Bản) được đặt ở tỷ lệ 5-5-3.
Năm 1921, Ủy ban hỗn hợp tạm thời về vũ khí được thành lập bởi Liên minh các quốc gia để khám phá khả năng giải giáp. Các đề xuất khác nhau, từ việc bãi bỏ chiến tranh hóa học và ném bom chiến lược đến giới hạn của các vũ khí thông thường hơn, như xe tăng. Một hiệp ước dự thảo đã được tập hợp vào năm 1923, khiến chiến tranh xâm lược trở thành bất hợp pháp và ràng buộc các quốc gia thành viên để bảo vệ các nạn nhân của sự xâm lược bằng vũ lực. Vì thực tế, trách nhiệm sẽ thuộc về các cường quốc của Liên minh, nên đã bị Vương quốc Anh phủ quyết, vì sợ rằng cam kết này sẽ làm căng thẳng cam kết của chính mình để cảnh sát hóa Đế quốc Anh.
Một ủy ban nữa vào năm 1926, được thành lập để khám phá các khả năng giảm quy mô quân đội, gặp những khó khăn tương tự, khiến Ngoại trưởng Pháp Aristide Briand và Ngoại trưởng Hoa Kỳ Frank Kellogg soạn thảo một hiệp ước được gọi là Hiệp ước Kellogg-Briand, mà tố cáo chiến tranh xâm lược. Mặc dù có 65 quốc gia ký hiệp ước, nhưng hiệp ước không đạt được gì, vì nó không đưa ra hướng dẫn nào cho hành động trong trường hợp chiến tranh.
Một nỗ lực cuối cùng đã được thực hiện tại Hội nghị giải trừ quân bị tại Geneva từ năm 1932 đến 1937, do cựu Bộ trưởng Ngoại giao Anh Arthur Henderson chủ trì. Đức yêu cầu sửa đổi Hiệp ước Versailles và trao quyền ngang bằng quân sự với các cường quốc khác, trong khi Pháp quyết tâm giữ Đức phi quân sự vì an ninh của chính mình. Trong khi đó, người Anh và người Mỹ không sẵn sàng đưa ra các cam kết an ninh của Pháp để đổi lấy hòa giải với Đức. Các cuộc đàm phán đã bị phá vỡ vào năm 1933, khi Adolf Hitler rút Đức ra khỏi hội nghị.

### Giải trừ vũ khí hạt nhân

Kho dự trữ vũ khí hạt nhân của Hoa Kỳ và Liên Xô / Nga, năm 1945,2002006. Những con số này bao gồm các đầu đạn không được triển khai tích cực, bao gồm cả những đầu đạn đang trong tình trạng dự trữ hoặc được lên kế hoạch tháo dỡ. Tổng số kho dự trữ không nhất thiết phản ánh khả năng hạt nhân vì chúng bỏ qua kích thước, phạm vi, loại vũ khí và chế độ phân phối.

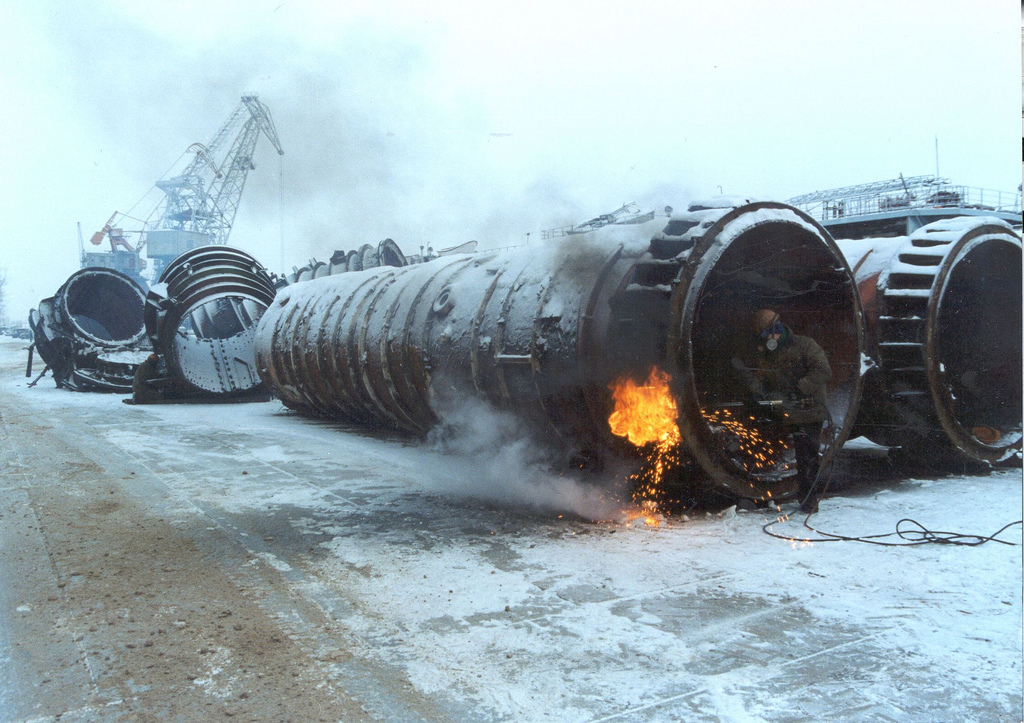
Công nhân cắt ống phóng cho tên lửa hạt nhân trong chương trình Giảm thiểu mối đe dọa hợp tác.

Giải trừ vũ khí hạt nhân đề cập đến cả hành động giảm hoặc loại bỏ vũ khí hạt nhân và đến trạng thái kết thúc của một thế giới không có hạt nhân, trong đó vũ khí hạt nhân bị loại bỏ hoàn toàn.
Tại Vương quốc Anh, Chiến dịch giải trừ vũ khí hạt nhân (CND) đã tổ chức một cuộc họp công khai khai mạc tại Hội trường trung tâm, Westminster, vào ngày 17 tháng 2 năm 1958, với sự tham dự của năm nghìn người. Sau cuộc họp vài trăm người đã tụ tập lại để biểu tình tại Phố Downing.